# Brzezie, Racibórz
Brzezie (tiếng Đức: Hohenbirken) là một quận của Racibórz, Silesian Voivodeship, miền nam Ba Lan. Nó nằm bên hữu ngạn sông Oder, bên kia thành phố cổ. Đó là một đô thị riêng biệt nhưng đã được hợp nhất với Racibórz vào năm 1975.

## Lịch sử
Ngôi làng đã được đề cập vào năm 1223. Nó đã trở thành nơi tọa lạc của giáo xứ Công giáo trong Giáo hạt Żory của Giáo phận Wrocław, được thành lập có thể là trong nửa sau của thế kỷ 13, Ngôi làng lần đầu tiên đề cập đến vào năm 1335 như Birkindorf trong một đăng ký không đầy đủ của khoản thanh cho Giáo xứ Công giáo bởi Galhard de Carceribus.
Về mặt chính trị, ngôi làng ban đầu thuộc về Công quốc Opole và Racibórz, trong thời kỳ Ba Lan bị chia cắt về mặt phong kiến, được cai trị bởi một cơ quan địa phương của triều đại Silesian Piast. Năm 1327, các công tước Thượng Silesian đã trở thành một nước chư hầu của Vương quốc Bohemia, sau năm 1526 trở thành một phần của chế độ quân chủ Habsburg. Sau chiến tranh Silesian, nó trở thành một phần của Vương quốc Phổ.
Sau Thế chiến I ở Cuộc bỏ phiếu Thượng Silesia, 733 trong số 1.444 cử tri ở Brzezie đã bỏ phiếu ủng hộ việc gia nhập Ba Lan, chống lại 707 chọn ở lại Đức. Năm 1922, nó trở thành một phần của Silesian Voivodeship, Cộng hòa Ba Lan thứ hai. Nó nằm trên biên giới với Đức, nơi Racibórz ở lại. Sau đó nó bị Đức Quốc xã thôn tính vào đầu Thế chiến II. Sau chiến tranh, nó đã được khôi phục lại Ba Lan.